# Caseiros
Caseiros es un municipio brasileño del estado de Rio Grande do Sul. Su población estimada para el año 2009 es de 3.132 habitantes. Ocupa una superficie de 235,7 km².